# 江北区 (宁波市)
江北区是中國浙江省宁波市下辖的一个区。辖区总面积为208.16平方公里。江北区是宁波的文化重地，包含千年古镇慈城和见证宁波开埠历史的老外滩。

## 地理
江北区位于宁波市域中北部，北与慈溪市相连，西与余姚市相接，南隔姚江、甬江与海曙区、鄞州区相望，东与镇海区相连。东西长27公里，南北宽20公里。地形以平原为主，北部多丘陵。境内河网密布，水资源丰富。

## 沿革
江北区建立于中华人民共和国成立后的1951年5月，而其历史可以追溯到春秋时期越王勾践建立的句章城。唐武德四年（公元621年），废句章，置姚州、鄞州。武德八年（公元625年），江北全境始隶于鄮县。开元二十六年（公元738年），宁波境内始立明州，此时鄮县划分为慈溪、奉化、鄮、翁山四县。江北区西部归属慈溪县，东部归属鄮县（后改鄞县）。元和四年（公元809年），设望海镇（即今镇海区所在地），后梁时改为定海县。此后至1951年，江北区所在地一直隶属于慈溪、鄞和镇海三地。
中华人民共和国成立后于1951年5月江北区建立，1956年2月改为江北街道，1969年改区。与此同时，1951年5月，划镇海县白沙、压赛地区建立郊区。1954年10月设立庄桥机场特区，不久并入郊区。1960年10月，慈城并入郊区。1984年2月，郊区与江北区合并为今江北区。2020年6月，调整部分街道行政区划，将中马街道和白沙街道合并为外滩街道，另从洪塘街道析置前江街道。

## 人口
根據第七次全国人口普查數據，截至2020年11月1日零時，江北區常住人口488885人。

## 行政区划
江北区下辖7个街道、1个镇。其中，慈城镇是宁波市卫星城市试点，拥有部分县级经济社会管理权限。
| 江北区行政区划图(2020年前)                                                            | 江北区行政区划图(2020年前) | 江北区行政区划图(2020年前) | 江北区行政区划图(2020年前) | 江北区行政区划图(2020年前) | 江北区行政区划图(2020年前) | 江北区行政区划图(2020年前) |
| ------------------------------------------------------------------------------------- | -------------------------- | -------------------------- | -------------------------- | -------------------------- | -------------------------- | -------------------------- |
| ① 中马街道 · ② 文教街道 · ③ 白沙街道 ① ② ③ 孔浦街道 甬江街道 洪塘街道 慈城镇 庄桥街道 |                            |                            |                            |                            |                            |                            |
| 区划代码                                                                              | 区划名称                   | 面积 （平方千米）          | 政府地址                   | 邮政编码                   | 社区数                     | 行政村数                   |
| 330205001                                                                             | 外滩街道                   | 3.9                        | 白沙路189号                | 315020                     | 12                         | 0                          |
| 330205003                                                                             | 孔浦街道                   | 8.7                        | 文汇路118号                | 315020                     | 8                          | 1                          |
| 330205004                                                                             | 文教街道                   | 3.28                       | 文教路150号                | 315016                     | 7                          | 0                          |
| 330205005                                                                             | 甬江街道                   | 15.8                       | 环城北路东段335号          | 315021                     | 9                          | 7                          |
| 330205006                                                                             | 庄桥街道                   | 35.3                       | 北环西路500号              | 315032                     | 14                         | 19                         |
| 330205007                                                                             | 洪塘街道                   | 22.3                       | 洪塘中路228号              | 315033                     | 14                         | 8                          |
| 330205008                                                                             | 前江街道                   | 16.7                       | 金山路776号                | 315033                     | 3                          | 6                          |
| 330205103                                                                             | 慈城镇                     | 102.37                     | 解放路8号                  | 315031                     | 6                          | 37                         |

## 经济
江北工业园区是宁波重要的制造业基地，塑机、模具、汽车零部件是基地的重要产业支柱。特色产业有装备制造、有色金属加工和航运。

## 文化旅游
江北区是宁波的文化重地。慈城镇是中国历史文化名镇，县名来源于董黯“汲水奉母”的事迹。从唐代至中华人民共和国成立均为慈溪县县治，留下了大量历史建筑，慈城古建筑群为全国重点文物保护单位。江北岸为宁波开埠的见证，拥有一批西式建筑，以洋房、教堂和欧式长廊为特色，是五口通商的见证，也是近现代宁波对外航运、对外贸易的重要起点。保国寺始建于北宋，是江南第二古老，保存最完整，规模最大的木结构佛教建筑。

## 交通
江北区交通便利。对外交通方面，境内有两条高速公路通过。杭州湾跨海大桥南岸连接线在江北区设立慈城出口并于宁波北枢纽连接宁波绕城高速公路。此外，绕城高速还包含保国寺出口计划连接机场快速路。萧甬铁路穿过江北区并拥有白沙支线通往宁波北货运站。洪塘编组站是宁波铁路枢纽的重要节点和宁波铁路枢纽北环线起点。杭甬客运专线也穿过江北区。城市道路方面，江北区通过若干座大桥连接宁波城区其余部分。其中包括市中心的解放桥、新江桥、甬江大桥、外滩大桥、永丰桥和庆丰桥，以及连接市区外围的常洪隧道、青林湾大桥和江北大桥。
- 杭甬客运专线、萧甬铁路、白沙支线：庄桥站